# Río Chimehuin
Río Chimehuin är ett vattendrag i Argentina.   Det ligger i provinsen Neuquén, i den sydvästra delen av landet, 1 300 km sydväst om huvudstaden Buenos Aires.
Omgivningarna runt Río Chimehuin är i huvudsak ett öppet busklandskap. Runt Río Chimehuin är det mycket glesbefolkat, med 2 invånare per kvadratkilometer.